# Calamus fimbriatus
Calamus fimbriatus là loài thực vật có hoa thuộc họ Arecaceae. Loài này được Van Valk. mô tả khoa học đầu tiên năm 1995.